# Abecedariusz
Abecedariusz, wiersz abecadłowy (z łac. abecedarius, alfabetyczny) – utwór literacki, w którym kolejne wyrazy, wersy lub strofy zaczynają się kolejnymi literami alfabetu. 
Abecedariusz jest szczególną odmianą akrostychu (czyli utworu wersowanego poziomo, w którym jednocześnie określone pionowe grupy znaków posiadają własne znaczenie). Abecedariusze pełniły głównie funkcje mnemotechniczne – ułatwiające zapamiętywanie tekstu – lub ozdobne. Funkcja mnemotechniczna tych utworów przestała mieć znaczenie po wynalezieniu druku – od tego momentu abecedariusze stosowane były jedynie w celu pokazania wysokiego kunsztu pisarskiego autora. 
W zależności od tego, które składniki utworu rozpoczynają się od kolejnych liter alfabetu, wyróżnia się różne odmiany abecedariuszy, np. stroficzny prosty (kolejne litery alfabetu rozpoczynają pierwszy wers każdej strofy) czy abecedariusz ciągły (każdy wyraz utworu rozpoczyna się od kolejnej litery alfabetu). 
Formę abecedariusza miały w oryginale niektóre psalmy biblijne. Inne przykłady tego typu utworów to m.in. Skarga umierającego, Augustus kiedy krolował Władysława z Gielniowa, Oblężenie Belgradu Juliana Tuwima oraz Ach, co za prześliczne abecadło Tadeusza Boya-Żeleńskiego.